# Jeanne Sauvé
Pour les articles homonymes, voir Sauvé.
Jeanne Mathilde Sauvé, née Benoît le 26 avril 1922 à Prud'homme (Saskatchewan) et morte le 26 janvier 1993 à Montréal (Québec), est une femme d'État et journaliste canadienne. Elle est la 23e gouverneure générale du Canada, en fonction de 1984 à 1990, et la première femme à occuper ce poste.

## Biographie

### Jeunesse et études
Jeanne Benoît fait ses études au couvent Notre-Dame du Rosaire à Ottawa, puis à l'Université d'Ottawa. À l'âge de 20 ans, elle devient la présidente nationale de la Jeunesse étudiante catholique. Après avoir épousé Maurice Sauvé le 24 septembre 1948 à Ottawa, ils déménagent à Londres puis à Paris. Elle y travaille à l'UNESCO en tant qu'assistante du directeur du Secrétariat à la jeunesse,et obtient en parallèle un diplôme en civilisation française de l'Université de Paris.
Elle adhère à l'Assemblée mondiale de la Jeunesse dont elle devient secrétaire générale, tandis que son mari en devient le président.

### Carrière de journaliste
De retour au Canada en 1952, elle entame à Radio-Canada une carrière de pigiste puis de journaliste qui s'étalera sur vingt ans au sein de divers médias, y compris de réseaux de radio et télévision américains. Elle se fait connaitre publiquement avec  « Opinions », une émission de télévision qu'elle a créée et animée, et où des jeunes discutent de sujets d'actualité, mais aussi en tant qu'éditorialiste dans les grands journaux canadiens. En parallèle, elle est administratrice de trois sociétés de diffusion privées, et s'investit dans plusieurs organismes telles que la  Fédération des auteurs et des artistes du Canada, l'Union des artistes, le YMCA, Bushell communication, l'Institut canadien des affaires publiques ou encore l'Institut sur la recherche politique.

### Carrière politique
En 1972, elle est élue députée pour le Parti libéral du Canada dans la circonscription d'Ahuntsic, à Montréal. Elle est immédiatement nommée ministre d'État aux Sciences et à la technologie. Elle sera la première femme venant du Québec à occuper un poste ministériel. Réélue en juillet 1974, elle se voit confier le ministère de l'Environnement. En 1975, elle est nommée au ministère des Affaires extérieures en tant que ministre des Communications pour la francophonie.
Le 14 avril 1980, elle est désignée présidente de la Chambre des communes, une autre première pour une femme. Elle siège à cette fonction pendant les trois ans et demi de la première session de la 32e législature, jusqu'au 30 novembre 1983.

#### Gouverneure générale du Canada
En 1984, elle est nommée gouverneure générale du Canada. Elle est la première femme à occuper ce poste, dont elle refusera cependant toujours la féminisation, comme elle avait refusé précédemment celle de Président de la Chambre des communes. En plus des charges spécifiquement rattachées à ce poste, elle se préoccupera des jeunes, de la paix et de l'unité nationale.
Après avoir terminé son mandat en 1990, elle et son conjoint s'établissent à Montréal, où elle met sur pied la Fondation Jeanne Sauvé pour la jeunesse, qui se consacre surtout aux enfants doués.
Elle est membre fondatrice de l'Institut de recherche en sciences politiques du Canada.

## Archives et hommages
Il y a un fonds d'archives Jeanne Sauvé à Bibliothèque et Archives Canada.
La rue Jeanne-Sauvé a été nommée en son honneur, en 2006, dans la ville de Québec.